# (12281) Chaumont
(12281) Chaumont est un astéroïde de la ceinture principale.

## Description
(12281) Chaumont est un astéroïde de la ceinture principale. Il fut découvert par Eric Walter Elst le 16 novembre 1990 à l'ESO. Il présente une orbite caractérisée par un demi-grand axe de 2,73 UA, une excentricité de 0,012 et une inclinaison de 6,35° par rapport à l'écliptique.
Il fut nommé en hommage à la ville de Chaumont, en France.

## Compléments